# Москва-Товарна-Рязанська
Москва-Товарна-Рязанська (рос. Москва-Товарная-Рязанская) — вантажна залізнична станція II класу розташована на Казанському/Рязанському напрямку Московської залізниці, побудована в 1897 році. Розташована на ділянках обслуговування Московсько-Рязанської дистанції колії ПЧ-5; Панківської дистанції електропостачання ЕЧ-16; Перовської дистанції сигналізації, централізації та блокування ШЧ-6.

## Історія станції
Першою зупинкою від Москва-Пасажирська-Казанська в XIX столітті була платформа Сокольники на відгалуженні Митьковскої сполучної лінії навпроти сьогоденної станції «Москва-Товарна-Рязанська (Москва-Товарна-1)». Товарна станція була відкрита в 1897 році як «Москва-Товарна-1». Вантажообіг на станції зростав щороку. Згодом, щоб розвантажити станцію довелося відкривати додаткове товарне відділення під назвою «Москва-Товарна-2», більш відома за прізвищем колишнього власника ділянки землі як «Москва II-Митьково».

## Інфраструктура станції
На станції розташована велика кількість критих складів, відкритих майданчиків для зберігання контейнерів, високі і низькі платформи для розвантаження вагонів, а також 4 козлових вантажопідіймальних крани. Максимальна вантажопідйомність встановлених на станції механізмів для навантаження і вивантаження великовагових вантажів становить 20 тонн.

## Колійний розвиток
Колійний розвиток станції «Москва-Товарна-Рязанська» — 30 колій, з них 21 — тупикові вантажно-розвантажувальні, 7 — приймально-відправні для дільничних збірних і вивізних поїздів обох напрямків, 1 — витяжний вловлювальний тупик та, 1 — під'їзна колія до ТОВ «Юнілівер СНГ».

## Маневрова робота
Виконуються маневрові операції по причепленню/відчепленню вагонів до збірних поїздів і подача/вивезення вагонів під завантаження/розвантаження.
Маневрову роботу на станції виконують тепловози ЧМЕ3 приписки депо ТЧ-6 Москва-Сортувальна.